# Кэньли
Кэньли́ (кит. упр. 垦利, пиньинь Kěnlì) — район городского подчинения городского округа Дунъин провинции Шаньдун (КНР).

## История
Эта земля постепенно образовалась в результате отступления моря под воздействием наносов из реки Хуанхэ, и заселялась относительно поздно, в первой половине XX века. Изначально эти места входили в состав уезда Лицзинь. В 1941 году во время борьбы с японскими агрессорами в нём был создан район Кэньцюй (垦区). В 1943 году он был преобразован в уезд Кэньли (垦利县).
В 1950 году был образован Специальный район Хуэйминь (惠民专区), и уезд вошёл в его состав. В 1956 году уезд Кэньли был присоединён к уезду Лицзинь. В 1958 году Специальный район Хуэйминь был объединён с городом Цзыбо в Специальный район Цзыбо (淄博专区), при этом уезд Лицзинь был присоединён к уезду Чжаньхуа. В 1959 году был вновь создан уезд Кэньли. В 1961 году Специальный район Хуэйминь был восстановлен, и уезд Кэньли вновь вошёл в его состав. В 1967 году Специальный район Хуэйминь был переименован в Округ Хуэйминь (惠民地区).
В 1983 году из округа Хуэйминь был выделен городской округ Дунъин, и уезд вошёл в его состав. В 1984 году часть территорий уезда была передана в состав новообразованных городских районов.
В 2016 году уезд Кэньли был преобразован в район городского подчинения.

## Административное деление
Район делится на 2 уличных комитета и 5 посёлков.